# Welterbe in Bangladesch

Zum Welterbe in Bangladesch gehören (Stand 2016) drei UNESCO-Welterbestätten, darunter zwei Stätten des Weltkulturerbes und eine Stätte des Weltnaturerbes. Bangladesch ist der Welterbekonvention 1983 beigetreten, die erste Welterbestätte wurde 1985 in die Welterbeliste aufgenommen. Die bislang letzte Welterbestätte wurde 1997 eingetragen.

## Welterbestätten
Die folgende Tabelle listet die UNESCO-Welterbestätten in Bangladesch in chronologischer Reihenfolge nach dem Jahr ihrer Aufnahme in die Welterbeliste (K – Kulturerbe, N – Naturerbe, K/N – gemischt, (G) – auf der Liste des gefährdeten Welterbes).
| Bild             | Bezeichnung                                            | Jahr | Typ | Ref. | Beschreibung |
| ---------------- | ------------------------------------------------------ | ---- | --- | ---- | --- |
| (weitere Bilder) | Historische Moscheenstadt Bagerhat (Lage)              | 1985 | K   | 321  | Die Moscheenstadt Bagerhat, früher Khalifatabad umfasst zahlreiche islamische Baudenkmäler des 15. und 16. Jahrhunderts. Besonders bekannt ist die auf einem rechteckigen Grundriss und aus gebrannten Ziegeln errichtete ‚Sechzig-Kuppel-Moschee‘. |
| (weitere Bilder) | Ruinen des buddhistischen Klosters von Paharpur (Lage) | 1985 | K   | 322  | Paharpur ist eine Ruinenstätte, deren Bauten zur Zeit der buddhistischen Pala-Dynastie (8. bis 12. Jahrhundert) errichtet wurden. Die ursprüngliche Klosteranlage umfasste neun Hektar und das Kloster war ein bedeutendes intellektuelles und spirituelles Zentrum weit über die Region hinaus. |
| (weitere Bilder) | Die Sundarbans (Lage)                                  | 1997 | N   | 798  | Die Sundarbans (bengalisch für „schöner Wald“) sind die größten Mangrovenwälder der Erde. Sie umfassen ein Gebiet von etwa 10.000 km² und erstrecken sich grenzüberschreitend in Bangladesch (etwa 6.000 km²) und Indien (etwa 4.000 km²). Etwa 2.700 km² sind als Naturparks geschützt. Sie weisen eine einzigartige Flora und Fauna auf und sind die letzten Rückzugsgebiete vom Aussterben bedrohter Tierarten, wie dem Bengaltiger. |

## Tentativliste
In der Tentativliste sind die Stätten eingetragen, die für eine Nominierung zur Aufnahme in die Welterbeliste vorgesehen sind. 

### Aktuelle Welterbekandidaten
Derzeit (2016) sind fünf Stätten in der Tentativliste von Bangladesch eingetragen, die letzte Eintragung erfolgte 1999. Die folgende Tabelle listet die Stätten in chronologischer Reihenfolge nach dem Jahr ihrer Aufnahme in die Tentativliste.
| Bild                              | Bezeichnung                             | Jahr | Typ | Ref. | Beschreibung |
| --------------------------------- | --------------------------------------- | ---- | --- | ---- | --- |
| Mahasthangarh und seine Umgebung  | Mahasthangarh und seine Umgebung (Lage) | 1999 | K   | 1208 | urbane archäologische Stätte |
| Lalmai-Mainamati-Monumentengruppe | Lalmai-Mainamati-Monumentengruppe       | 1999 | K   | 1209 | |
| Lalbag-Fort                       | Lalbag-Fort (Lage)                      | 1999 | K   | 1210 | Lalbag-Fort ist eine unvollendete Festungsanlage aus der Mogulzeit im Süden des heutigen Dhaka.                                          |
| Halud Vihara                      | Halud Vihara                            | 1999 | K   | 1211 | Halud Vihara ist eine ehemalige mittelalterliche buddhistische Tempelanlage, die etwa 14 Kilometer westsüdwestlich von Paharpur liegt    |
| Jagaddala Vihara                  | Jagaddala Vihara                        | 1999 | K   | 1212 | Jagaddala Mahavihara ist eine ehemalige buddhistisches Klosteranlage aus dem 11./12. Jahrhundert, von der ausgedehnte Ruinen existieren. |

### Ehemalige Welterbekandidaten
Diese Stätten standen früher auf der Tentativliste, wurden jedoch wieder zurückgezogen oder von der UNESCO abgelehnt. Stätten, die in anderen Einträgen auf der Tentativliste enthalten oder Bestandteile von Welterbestätten sind, werden hier nicht berücksichtigt.
| Bild           | Bezeichnung    | Jahr      | Typ | Ref. | Beschreibung                               |
| -------------- | -------------- | --------- | --- | ---- | ------------------------------------------ |
|                | Diangar Pahar  | 1993–1996 | K   |      |                                            |
| Sitakot Vihara | Sitakot Vihara | 1993–1996 | K   |      | archäologische Stätte im Distrikt Dinajpur |